# Parallamps Torrente
Parallamps Torrente és un establiment situat al carrer del Marquès de Barberà, 21 del barri del Raval de Barcelona, catalogat com a element d'interès paisatgístic (categoria E3).

## Història
A mitjans del segle xix, el torner Miquel Sebastià tenia un obrador al carrer del Marquès de Barberà, 27 (antic 14), on fabricava llançadores, i l'any 1868 s'anunciava com a constructor i instalador de parallamps. El 1889, el negoci va ser adquirit pel seu empleat Josep Torrente Cereza (1858-1949), i el 1894, la botiga es va traslladar al núm. 21. Tot que inicialment també es dedicava a aparells elèctrics com estufes, dinamos i motors, posteriorment es va especialitzar en parallamps.
La segona generació foren Joan Torrente Cereza (1893-1957) i Adolf Torrente Cereza (1895-1969), la tercera els germans Pere Torrente Brunet (1929-1986) i Josep Torrente Brunet (1933-2017), i la quarta els actuals Carles i Jordi Torrente Bruna.
Entre 2003 i 2004, l'edifici va ser completament rehabilitat, la qual cosa en va motivar el tancament temporal.
El 2011, Torrente Tecno Industrial instal·lava 300 parallamps cada any i feia el manteniment d'unes 400 instal·lacions, amb una facturació de mig milió d’euros.